# Christoph Spycher
Christoph Spycher (født 30. marts 1978 i Wolhusen, Schweiz) er en tidligere schweizisk fodboldspiller der spillede som forsvarsspiller. Han har spillet for tre schweiziske ligaklubber, BSC Young Boys, FC Luzern og Grasshoppers, samt for denvtyske Bundesliga-klub Eintracht Frankfurt.
Med Grasshoppers blev Spycher i 2003 schweizisk mester.

## Landshold
Spycher nåede i sin tid som landsholdsspiller (2003-2010) at spille 46 kampe for Schweiz' landshold, som han debuterede for i år 2003. Han var blandt andet en del af landets trup til EM i 2008 på hjemmebane, og havde før det også deltaget ved EM i 2004 og VM i 2006.

## Titler
Schweizisk Mesterskab
- 2003 med Grasshoppers